# Хелен и Джозеф
Хелен и Джозеф (мальт. Helen & Joseph) — мальтийский музыкальный дуэт, представлявший Мальту на конкурсе песни «Евровидение-1972».

## История
В состав дуэта входили Хелен Микаллеф и Джозеф Кутаджар.

### Евровидение

#### Malta Song for Europe 1972
В 1972 году Джозеф участвовал в мальтийском отборе на конкурс песни «Евровидение-1972». Исполненная композиция «L-Imhabba» заняла первое место. Эту песню также исполнила мальтийская певица Мэри Роуз Маллия, но жюри понравилось исполнение Джозефа.
Однако, эту песню мог исполнить лишь дуэт, поэтому Джозеф решил сотрудничать с Хелен Микаллеф (певица заняла четвёртое место в отборе), выступив на конкурсе вместе с ней.

#### Евровидение-1972
Конкурс прошёл 25 марта 1972 года в Эдинбурге (Великобритания). Хелен и Джозеф выступили под номером 9.
Песня набрала всего 48 баллов, заняв последнее 18-е место.

### Распад дуэта
После Евровидения, дуэт сразу же распался.

## Дискография
- «L-Imhabba» (1972)